# Vlastimil Fiala (politolog)
Vlastimil Fiala (* 8. listopadu 1959 Šternberk) je český politolog se zaměřením na politické systémy afrických zemí. Působí jako docent na Katedře politologie a společenských věd Právnické fakulty Univerzity Palackého.
Věnuje se též dějinám šachové hry.

## Životopis

### Studium
Roku 1984 absolvoval studium historie a českého jazyka na Filozofické fakultě Univerzity Palackého v Olomouci. Ještě téhož roku nastoupil na Orientální ústav Československé akademie věd, kde roku 1989 obdržel titul kandidáta věd. Po sametové revoluci se spolupodílel na založení oboru politologie na své alma mater – vznikla tak Katedra politologie a evropských studií, jejíž byl sám mezi lety 1997 až 2001 vedoucím. Tamtéž se roku 1998 v oboru politologie habilitoval a byl tak jedním z prvních docentů v onom oboru v české historii.

### Akademická dráha
Na Orientálním ústavu Československé akademie věd působil od vysokoškolského absolutoria do roku 1989 jako výzkumný asistent a následující rok jako výzkumník. Později byl veden jako nejprve odborný asistent (do roku 1998) a následně jako docent na Katedře politologie a evropských studií. Garantoval předměty tematicky spojené s politickými systémy a dějinami Evropské unie. Na FF UP vedl Centrum pro výuku konstitucionalizmu. Zasedal ve vědeckých radách FF UK i FSV UK.
Počínaje rokem 2003 nastoupil jako docent na Katedru politologie a společenských věd PF UP, kde vede výuku doposud. Mezi roky 2006 a 2024 působil rovněž i na Katedře politologie Univerzity Hradec Králové.
V minulosti absolvoval stáže kupř. na Michiganské univerzitě, School of Oriental and African Studies v Londýně, Erasmově univerzitě v Rotterdamu, Varšavské univerzitě, Univerzitě v Akkře etc.
Svůj profesní život zasvětil převážně politickým systémům jednotlivých afrických zemí a i některých evropských. Vyučuje též dějiny a vývoj českého ústavního systému a základy politologie pro právníky.
Hovoří plynně anglicky a rusky.

## Publikační činnost

### Politologie
- FIALA, V. Formování avantgardních stran pracujících v Angole, Mosambiku a Etiopii. Praha: [s.n.], 1989, 250 s.

- FIALA, V. Politický systém skandinávských zemí: (studijní a pracovní texty). Olomouc: Katedra politologie a evropských studií FF UP ve spolupráci s nakl. Moneta FM, 2001, 265 s.

- FIALA, V., ŘÍCHOVÁ, B. Úloha politických aktérů v procesu decentralizace. Olomouc; Praha: Moneta-FM ve spolupráci s katedrou politologie a společenských věd Právnické fakulty Univerzity Palackého v Olomouci a katedrou politologie Institutu politologických studií Univerzity Karlovy v Praze, 2002, 616 s.

- FIALA, V. a kol. Teoretické a metodologické problémy evropské integrace. Olomouc: Periplum, 2007, 343 s.

- FIALA, V., TUNKROVÁ, L., ZBÍRAL, R. Vybrané otázky rozhodování a vyjednávání v Radě EU. Olomouc: Iuridicum Olomoucense: Právnická fakulta, Univerzita Palackého v Olomouci, 2009, 223 s.

- FIALA, V., PROUZA, J., ZÁHOŘÍK, J. Politické stranictví v subsaharské Africe: Botswana, Malawi, Ghana, Etiopie a Eritrea. Olomouc: Iuridicum Olomoucense ve spolupráci s Právnickou fakultou Univerzity Palackého v Olomouci, 2010, 282 s.

- FIALA, V., PROUZA, J., ZÁHOŘÍK, J. Politické stranictví v subsaharské Africe: Botswana, Malawi, Ghana, Etiopie a Eritrea. Olomouc: Iuridicum Olomoucense ve spolupráci s Právnickou fakultou Univerzity Palackého v Olomouci, 2010, 282 s.

- FIALA, V. a kol. Politiky EU a národní zájmy vybraných členských zemí EU. Olomouc: Iuridicum Olomucensis ve spolupráci s Právnickou fakultou Univerzity Palackého v Olomouci, 2010, 101 s.
- FIALA, V. Politické stranictví v afrických lusofonních zemích. Mosambik. Olomouc: Iuridicum Olomoucense, 2011, 224 s.

- FIALA, V. a kol. Prosazování národních zájmů členských zemí EU: Lotyšsko, Litva a Estonsko. Olomouc: Právnická fakulta Univerzity Palackého: Filozofická fakulta Univerzity Palackého ve spolupráci s vydavatelstvím Iuridicum Olomoucense, 2011, 188 s.

- FIALA, V. SPRINGEROVÁ, P., STRMISKA, M. a kol. Teoretické a metodologické problémy výzkumu politických stran v rozvojových zemích. Ústí nad Orlicí: Oftis, 2011, 350 s.
- FIALA, V. Vliv politických aktérů na fungování veřejné správy a veřejné politiky. Olomouc: Periplum, 2011, 189 s.
- FIALA, V. Multiple identities in post-colonial Africa. Olomouc: Moneta-FM for the University of Hradec Králové, 2012, 238 s.

- FIALA, V. Politické stranictví na afrických ostrovech v Indickém oceánu: (Madagaskar, Komory, Mauritius a Seychely). Olomouc: Iuridicum Olomoucense ve spolupráci s Právnickou fakultou Univerzity Palackého v Olomouci, 2012, 218 s.

- FIALA, V. Politické stranictví v afrických lusofonních zemích. Guinea-Bissau a Kapverdské ostrovy. Olomouc: Iuridicum Olomoucense ve spolupráci s Právnickou fakultou Univerzity Palackého v Olomouci, 2012, 178 s.

- FIALA, V. Politické stranictví v afrických lusofonních zemích. Angola. Hradec Králové [i.e. Olomouc]: Iuridicum Olomoucense, 2012, 226 s.

- FIALA, V., TOBOLKA, R., ZÁHOŘÍK, J. Politické stranictví ve střední Africe: Konžská republika, Rwanda, Burundi, Demokratická republika Kongo a Středoafrická republika. Olomouc: Iuridicum Olomoucense ve spolupráci s Právnickou fakultou Univerzity Palackého v Olomouci, 2012, 178 s.

- FIALA, V. a kol. Politické strany Afriky, Asie a Latinské Ameriky: rysy politického stranictví. Brno: Centrum pro studium demokracie a kultury (CDK), 2012, 390 s.

- FIALA, V. Lusofonní Afrika: empiricko-analytická komparace politických stran a stranických systémů. Hradec Králové: Iuridicum Olomoucense, 2013, 442 s.

- FIALA, V. Politické stranictví v zemích jižní Afriky: (Namibie, Lesotho, Svazijsko). Olomouc: Iuridicum Olomoucense ve spolupráci s Právnickou fakultou Univerzity Palackého v Olomouci, 2013, 128 s.

- FIALA, V. Politické stranictví ve východní Africe (Džibuti, Somálsko, Tanzanie a Uganda). Olomouc: Iuridicum Olomoucense ve spolupráci s Právnickou fakultou Univerzity Palackého v Olomouci, 2013, 144 s.

- FIALA, V. Teorie a praxe afrických politických stran. Olomouc: Univerzita Palackého, 2013, 385 s.

- FIALA, V., PROUZA, J., SKALNÍK, P. Politické stranictví v západní Africe (Sierra Leone, Burkina Faso a Kamerun). Ústí nad Orlicí; Hradec Králové: Oftis, 2017, 215 s.

- FIALA, V. Politické strany a stranický systém Ugandy. Olomouc: Iuridicum Olomoucense, o.p.s. ve spolupráci s Právnickou fakultou Univerzity Palackého v Olomouci, 2014, 124 s.

- FIALA, V. Institucionalizace mosambických politických stran a stranického systému. Olomouc: Univerzita Palackého v Olomouci, 2015, 288 s.

- FIALA, V. Politické stranictví v západní Africe (Benin). Ústí nad Orlicí; Hradec Králové: Oftis, 2015, 160 s.

- FIALA, V. Politické stranictví v západní Africe (Senegal a Gambie). Ústí nad Orlicí: Oftis pro Katedru politologie Filozofické fakulty Univerzity Hradec Králové, 2015, 200 s.

- FIALA, V. Teoretické modely stranické legislativy. Olomouc: Iuridicum Olomoucense, o.p.s. ve spolupráci s Právnickou fakultou Univerzity Palackého v Olomouci, 2015, 109 s.

- FIALA, V. Komparativní analýza institucionalizace politických stran a stranického systému afrických lusofonních zemí. Olomouc: Iuridicum Olomoucense, o.p.s: Univerzita Palackého v Olomouci, 2016, 280 s.

- FIALA, V. HEJTMÁNKOVÁ, I. Zambie: politické strany ve volebním procesu. Olomouc: Moneta-FM ve spolupráci s katedrou politologie Univerzity Hradec Králové, 2016, 160 s.

- FIALA, V. Africké politické strany: afromarxistické strany v Angole a Mosambiku. Hradec Králové: Moneta-FM ve spolupráci s Filozofickou fakultou UHK, 2017, 176 s.

- FIALA, V. Ústava ve stínu politiky: politické a právní aspekty prezidentského ústavního inženýrství (na příkladu východní Afriky). Olomouc: Moneta-FM, 2020, 260 s.

### Dějiny šachové hry
- FIALA, V., KLÍMA V. Complete games of Alekhine / by Jan Kalendovský. Olomouc: Publishing House Moravian Chess, 1996, 458 s.

- FIALA, V. Dějiny šachu v Čechách a na Moravě: česká historická šachová ročenka. Olomouc: Moneta-FM ve spolupráci s Filozofickou fakultou Univerzity Hradec Králové, 2018.